# Жданов, Владимир Андреевич
Влади́мир Андре́евич Жда́нов (17 июня 1937 — 14 ноября 2014, Краснодар, Российская Федерация) —  советский и российский скульптор, заслуженный художник Российской Федерации (2002).

## Биография
В 1967 г. окончил Ленинградский институт имени И. Е. Репина, ученик М. К. Аникушина.
Член Союза художников СССР и России. За года творчества создал галерею портретов выдающихся деятелей истории, науки, культуры, литературы, космонавтики Кубани и России.
Автор памятников А. С. Пушкину в Краснодаре, Горячем Ключе и Майкопе. Среди других монументальных работ: памятник Герою Советского Союза, летчику-испытателю Григорию Бахчиванджи, портретов девяти сыновей Епистинии Федоровны Степановой в Тимашевске, а также мемориального комплекса в память об участниках Великой Отечественной войны в станице Павловской. Автор памятника ликвидаторам катастрофы на Чернобыльской АЭС, установленного в Краснодаре.
Являлся доцентом кафедры монументально-декоративного и станкового искусства факультета телерадиовещания, театрального и изобразительных искусств Краснодарского государственного университета культуры и искусств.

## Награды и звания
Заслуженный художник России, заслуженный художник Адыгеи. Лауреат премии администрации Краснодарского края в области науки, образования и культуры.